# Wehingen
Wehingen es un municipio alemán con unos 3703 habitantes situado en el distrito de Tuttlingen, Baden-Wurtemberg. Se encuentra en la meseta del Heuberg y está atravesado por el Bära Superior, un afluente del Danubio.